# Lighter (Kyle Alessandro-dal)
A Lighter (magyarul: Öngyújtó) a norvég Kyle Alessandro dala, mellyel Norvégiát képviselte a 2025-ös Eurovíziós Dalfesztiválon Bázelben. A dal 2025. február 15-én, a norvég nemzeti döntőben, a Melodi Grand Prix-n megszerzett győzelemmel érdemelte ki a dalversenyen való indulás jogát.

## Eurovíziós Dalfesztivál
2025. január 16-án vált hivatalossá, hogy az énekes dala bekerült az Melodi Grand Prix norvég nemzeti döntő mezőnyébe. A dal 2025. február 15-én megnyerte a norvég dalversenyt, ahol a nemzetközi zsűri valamint a nézők szavazatai által összesítésben az első helyet érte el, így ez a dal képviselheti Norvégiát a Eurovíziós Dalfesztiválon.
A dalt először a május 13-án rendezett első elődöntőben, fellépési sorrendben nyolcadikként adta elő, a Portugáliát képviselő Napa Deslocado című dala után és a Belgiumot képviselő Red Sebastian Strobe Lights című dala előtt. Az elődöntőből sikeresen továbbjutott a május 17-i döntőbe, ahol fellépési sorrendben elsőként lépett fel, a Luxemburgot képviselő Laura Thorn La poupée monte le son című dala előtt. A zsűri szavazáson huszonharmadik helyen végezett 22 ponttal, míg a nézői szavazáson tizenkettedik helyen végzett 67 ponttal, így összesítésben 89 ponttal a verseny tizennyolcadik helyezettje lett.

## Dalszöveg
| Nothing can burn me now I'll be my own lighter I feel a spark inside me I don't need saving No way, no way 'Cause I'm my own I'm my own lighter – A dal refrénje | Semmi sem égethet meg már A saját öngyújtóm leszek Érzem a szikrát magamban Nincs szükségem megmentésre Semmiképp, semmiképp Mert én vagyok a saját, A saját öngyújtóm – A dal refrénje magyarul |

## Galéria

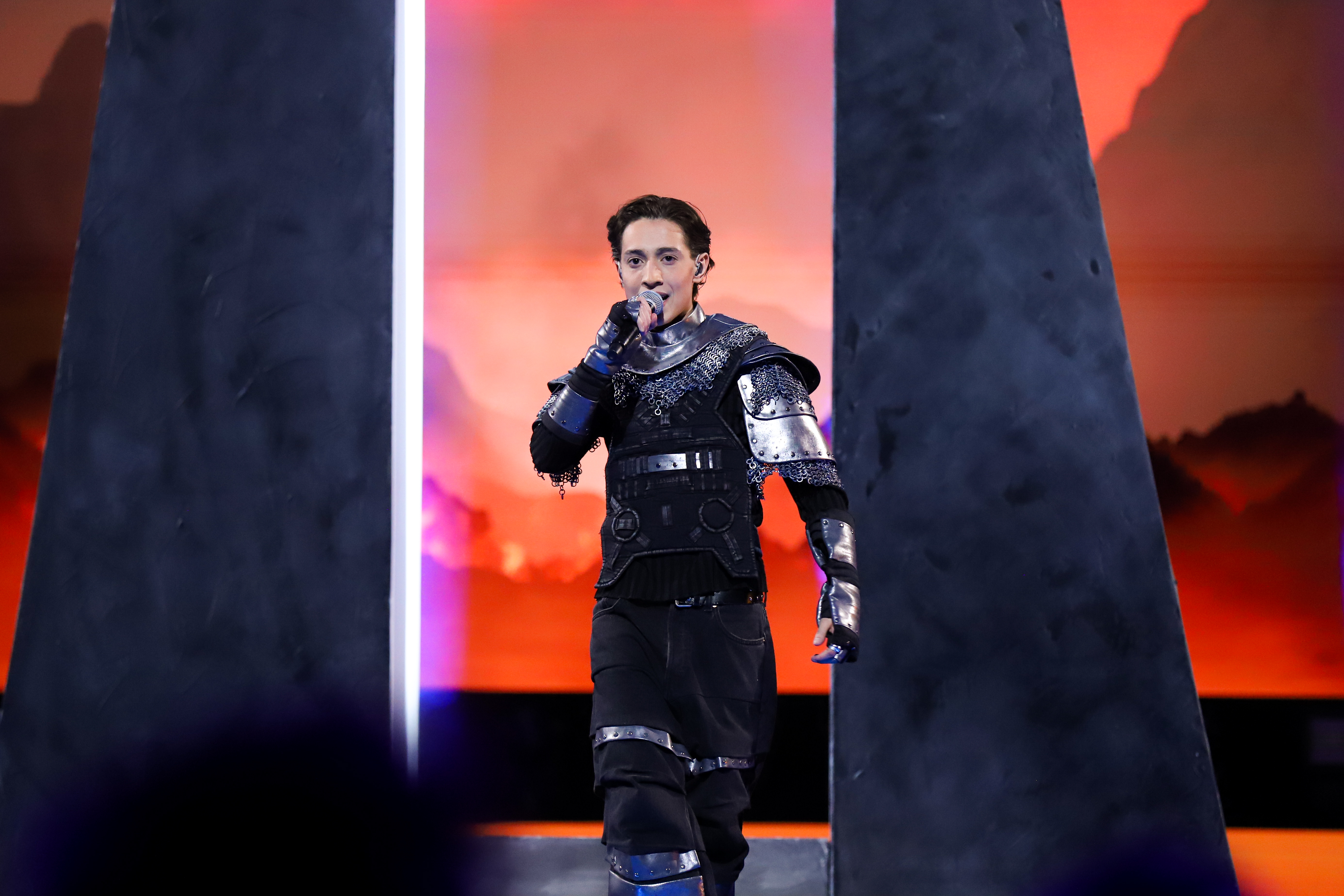
A norvég döntőben
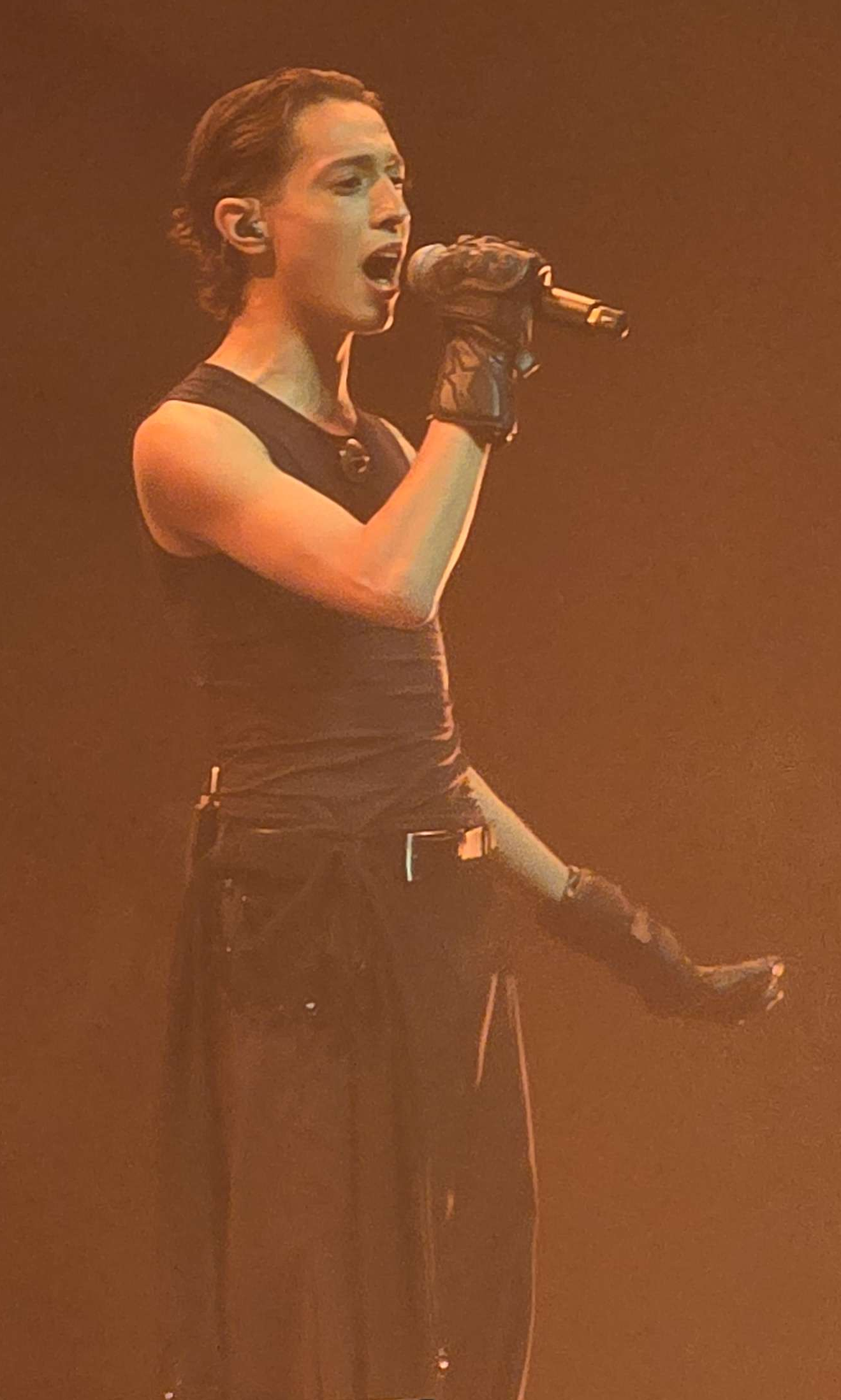
Az amszterdami Eurovíziós partin
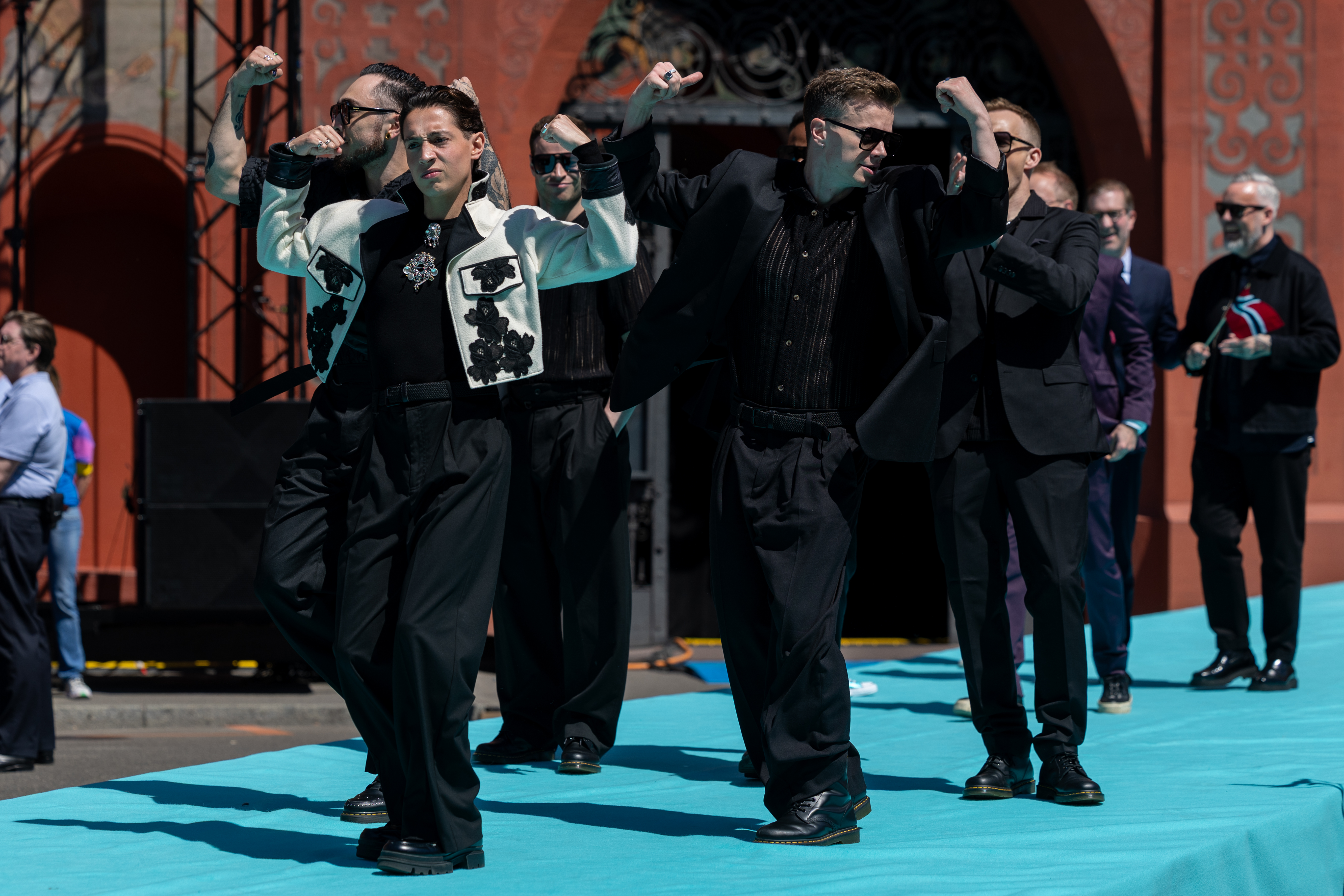
A megnyitóünnepségen
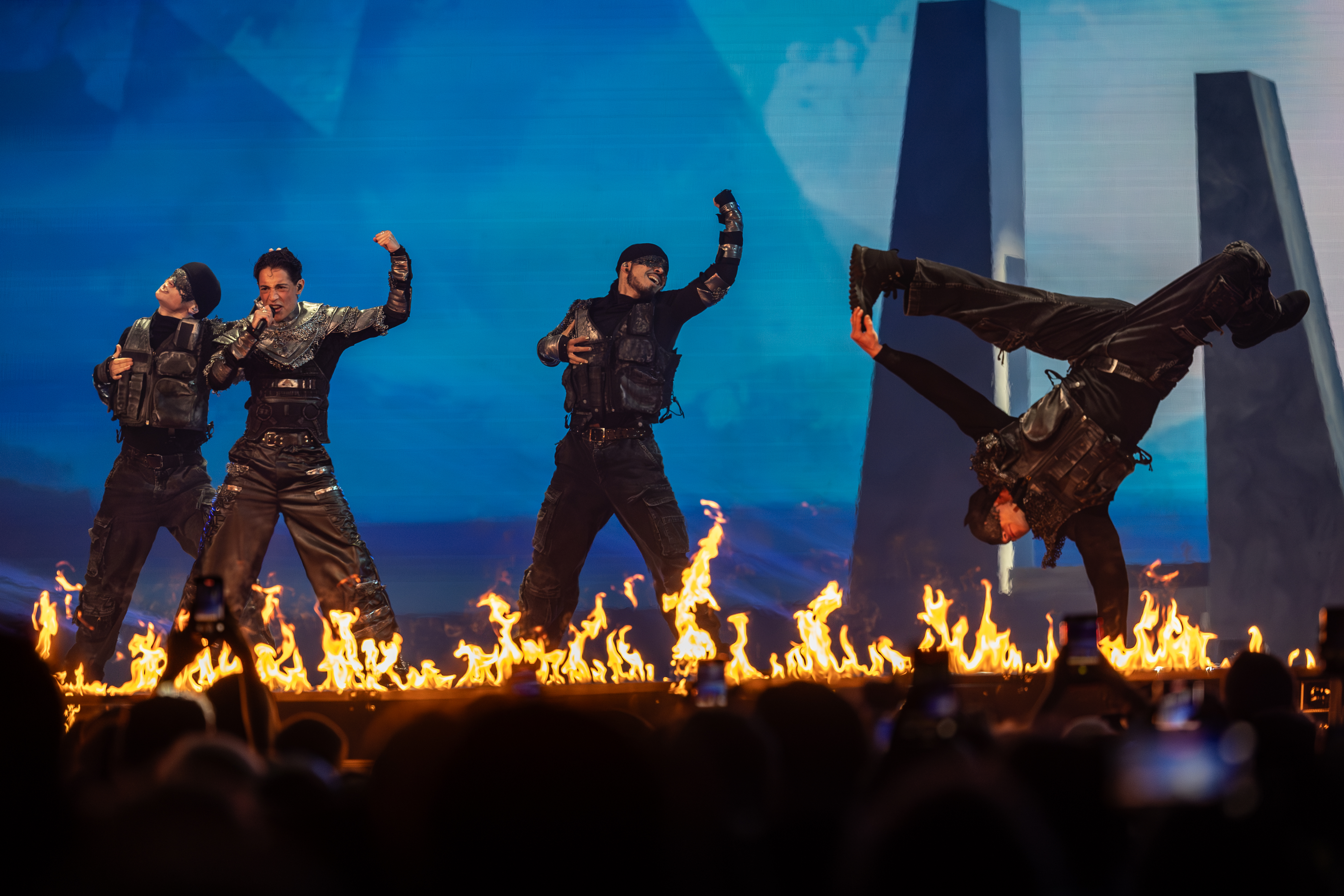
Az elődöntőben
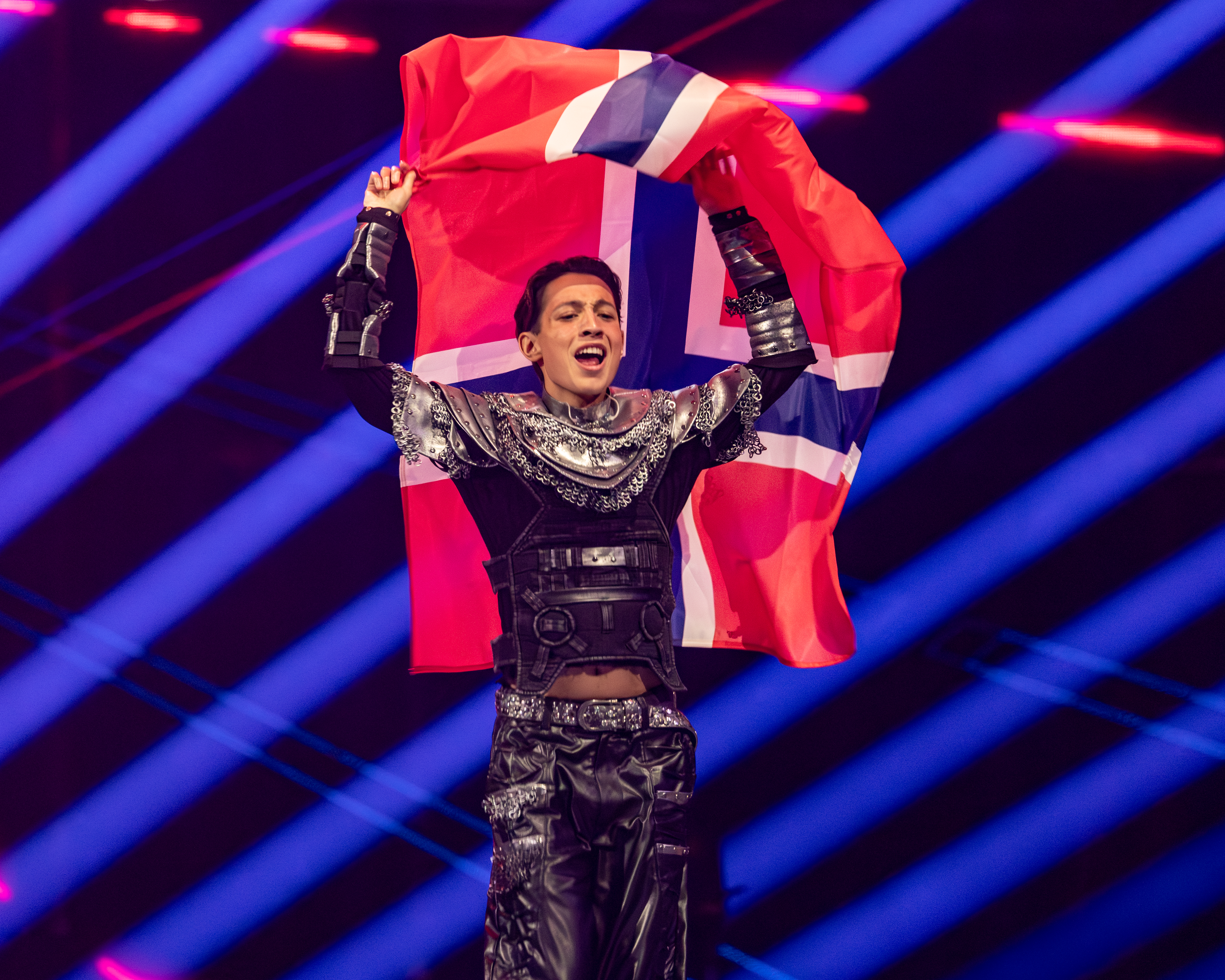
A döntő bevonulásán
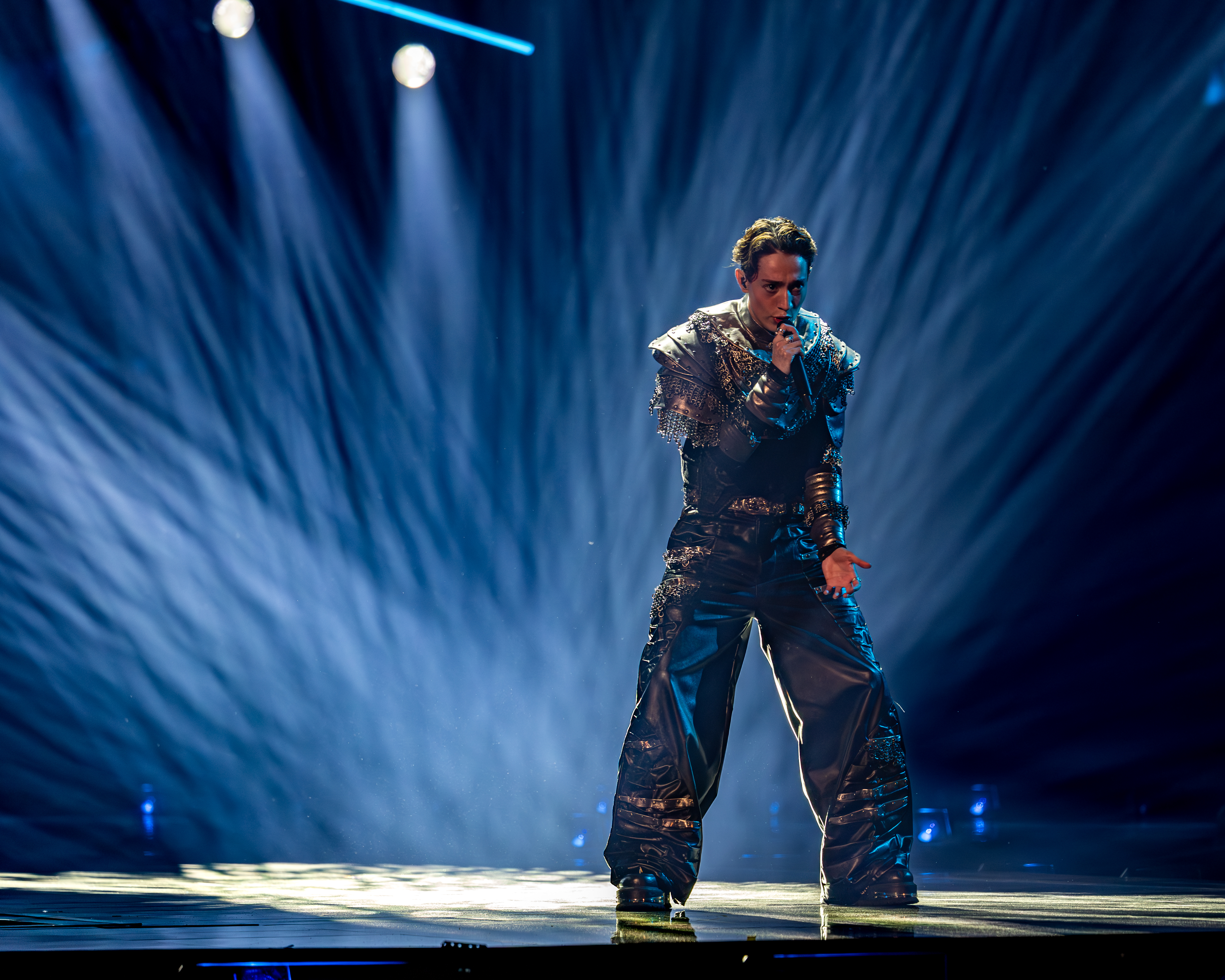
A döntőben